# 吴骊珠
吴骊珠（1968年—），女，回族，甘肃天水人，中国化学家。现任中国科学院理化技术研究所研究员。研究领域为光化学转换。曾获第三届中国青年女科学家提名奖，第三届中国化学会-赢创化学创新奖。

## 生平
1990年本科毕业于兰州大学化学系。1995年博士毕业于中国科学院感光化学所，师从佟振合院士。1997年至1998年在香港大学化学系从事博士后研究，合作导师为支志明院士。
2019年11月，当选中国科学院化学部院士。